# Erythropitta
Erythropitta — рід горобцеподібних птахів родини пітових (Pittidae).

## Таксономія
Традиційно всі піти зазвичай розміщувались у роді Pitta, єдиному роді з родини Pittidae. Молекулярне філогенетичне дослідження 2006 року виявило, що піти належать до трьох окремих груп, тому рід був розділений, а деякі види переміщені у два воскреслих родах, Erythropitta та Hydrornis. Рід Erythropitta був запроваджений у 1854 році французьким натуралістом Шарлем Люсьєном Бонапартом. Назва Erythropitta поєднує в собі давньогрецьке слово eruthros «червоний» з назвою роду Pitta.
Піти цього роду мають нижню частину червоного або малинового кольору, спину зеленувату або синювату і короткий хвіст. Вони в основному невеликі за розміром.

## Види
Рід містить 15-17 видів, що поширені у Південно-Східній Азії, один вид зустрічається в Австралії.
- Erythropitta arquata (Gould, 1871) — піта червоноголова
- Erythropitta caeruleitorques (Salvadori, 1876) — піта сангізька
- Erythropitta celebensis (Müller & Schlegel, 1845) — піта сулавеська
- Erythropitta dohertyi (Rothschild, 1898) — піта сулайська
- Erythropitta erythrogaster (Temminck, 1823) — піта червоночерева
- Erythropitta gazellae (Neumann, 1908)
- Erythropitta granatina (Temminck, 1830) — піта гранатова
- Erythropitta kochi (Brüggemann, 1876) — піта лусонська
- Erythropitta macklotii (Temminck, 1834)
- Erythropitta meeki (Rothschild, 1898) — піта луїзіадська
- Erythropitta novaehibernicae (Ramsay, 1878)
- Erythropitta palliceps (Brüggemann, 1876) — піта сіауська
- Erythropitta rubrinucha (Wallace, 1862) — піта південномолуцька
- Erythropitta rufiventris (Heine, 1860) — піта північномолуцька
- Erythropitta splendida (Mayr, 1955)
- Erythropitta ussheri (Gould, 1877) — піта сабаганська
- Erythropitta venusta (Müller, 1836) — піта суматранська